# Daphniphyllum gracile
Daphniphyllum gracile är en tvåhjärtbladig växtart som beskrevs av Andrew Thomas Gage. Daphniphyllum gracile ingår i släktet Daphniphyllum och familjen Daphniphyllaceae. Utöver nominatformen finns också underarten D. g. newirelandum.